# فيفيز (سويسرا)
منطقة فيفيز (بالألمانية: Bezirk Vivisbach)؛ (بالفرنسية: District de la Veveyse)‏ هي واحدة من سبع مقاطعات في كانتون فرايبورغ في سويسرا. يبلغ عدد سكانها 16٬952 (حتى 31 December 2011)، اسم المدينة مأخوذ من اسم نهر فيفيز الذي يتدفق عبر المنطقة.